# Meta shenae
Meta shenae är en spindelart som beskrevs av Zhu, Song och Zhang 2003. Meta shenae ingår i släktet Meta och familjen käkspindlar. Inga underarter finns listade i Catalogue of Life.